# NGC 3007
NGC 3007是一个位于六分仪座的透鏡狀星系，视星等为13.4。该星系直径11.5万光年，距离地球3亿光年，退行速度6520 km/s，1855年3月16日由爱德华·斯蒂芬发现。